# Porichthys kymosemeum
Porichthys kymosemeum är en fiskart som beskrevs av Gilbert, 1968. Porichthys kymosemeum ingår i släktet Porichthys och familjen paddfiskar. Inga underarter finns listade i Catalogue of Life.